# I’m a Celebrity … Get Me Out of Here! (Australien)
I’m a Celebrity … Get Me Out of Here! ist eine australische Reality-Show, die seit Februar 2015 auf Network Ten ausgestrahlt wird. Vorbild ist das gleichnamige Format aus dem Vereinigten Königreich. Moderiert wird die Show von Julia Morris und Robert Irwin, dem Sohn von Steve Irwin. Bis 2022 moderierte Morris zusammen mit Chris Brown die Sendung.

## Ablauf
Anders als in der britischen und deutschen Version wurde I’m a Celebrity … Get Me Out of Here! nicht in Australien, sondern in einem extra für die Show erbauten Studio im Kruger-Nationalpark in Südafrika produziert.
Zehn Personen, die in der Regel bereits im Fernsehen aufgetreten sind, leben mehrere Wochen lang in einem sogenannten Dschungelcamp in Afrika unter ständiger Beobachtung durch Fernsehkameras, ähnlich wie im Format Big Brother. Ziel der Teilnehmer ist es, die Gunst der Zuschauer zu gewinnen und so lange wie möglich im Camp zu bleiben, um als Sieger zur „Dschungelkönigin“ bzw. zum „Dschungelkönig“ gewählt zu werden. Der Titel der Sendung bezieht sich auf einen Ausruf, mit dem die Teilnehmer sogenannte Dschungelprüfungen abbrechen oder auch direkt aus der Sendung aussteigen können.
Zunächst zogen zehn Prominente in den Dschungel. Jede Woche wird eine oder mehrere Person/en herausgewählt und eine oder mehrere neuer Promis dürfen dafür ins Camp einziehen.
An jedem Tag muss ein Kandidat, teils auch zwei oder selten auch mehrere Kandidaten, eine Aufgabe bestehen. Diese Prüfung besteht darin, angsteinflößende oder abstoßende Situationen zu überwinden. Andere Prüfungen sind Geschicklichkeitsübungen, die gesichert in großer Höhe, über oder unter Wasser ausgeführt werden müssen. Der Kandidat muss während der Prüfung rote oder gelbe Sterne sammeln, die die Essensrationen für alle erhöhen. Jede Aufgabe kann mit dem Ausruf „I’m a Celebrity … Get Me Out of Here!“ abgebrochen werden, wodurch der Kandidat aber die erspielten Sterne wieder verliert. Die Grundversorgung wird lediglich durch Reis und Bohnen gesichert.

## Staffeln

### Übersicht
| Staffel | Moderatoren  | Moderatoren  | Beginn        | Ende          | Tage im Camp | Teil- nehmer | Dschungelkönig   | Zweitplatzierter | Drittplatzierter         |
| ------- | ------------ | ------------ | ------------- | ------------- | ------------ | ------------ | ---------------- | ---------------- | ------------------------ |
| 1       | Chris Brown  | Julia Morris | 1. Feb. 2015  | 15. März 2015 | 45           | 14           | Andrew Flintoff  | Barry Hall       | Chrissie Swan            |
| 2       | Chris Brown  | Julia Morris | 31. Jan. 2016 | 13. März 2016 | 45           | 12           | Brendan Fevola   | Paul Harragon    | Laurina Fleure           |
| 3       | Chris Brown  | Julia Morris | 29. Jan. 2017 | 13. März 2017 | 46           | 14           | Casey Donovan    | Dane Swan        | Natalie Bassingthwaighte |
| 4       | Chris Brown  | Julia Morris | 28. Jan. 2018 | 12. März 2018 | 45           | 15           | Fiona O’Loughlin | Shannon Noll     | Danny Green              |
| 5       | Chris Brown  | Julia Morris | 13. Jan. 2019 | 17. Feb. 2019 | 33           | 14           | Richard Reid     | Yvie Jones       | Shane Crawford           |
| 6       | Chris Brown  | Julia Morris | 5. Jan. 2020  | 2. Feb. 2020  | 30           | 14           | Miguel Maestre   | Dale Thomas      | Rhonda Burchmore         |
| 7       | Chris Brown  | Julia Morris | 3. Jan. 2021  | 31. Jan. 2021 | 20           | 15           | Abbie Chatfield  | Grant Denyer     | Jess Eva                 |
| 8       | Chris Brown  | Julia Morris | 3. Jan. 2022  | 31. Jan. 2022 | 20           | 13           | Dylan Lewis      | Brooke McClymont | Nathan Buckley           |
| 9       | Chris Brown  | Julia Morris | 2. Apr. 2023  | 30. Apr. 2023 | 21           | 14           | Liz Ellis        | Harry Garside    | Aesha Scott              |
| 10      | Robert Irwin | Julia Morris | 24. März 2024 | —             | —            | —            | —                | —                | —                        |

### Staffel 1 (2015)
Die erste Staffel wurde im November 2014 angekündigt. Die Show läuft seit dem 1. Februar 2015 sonntags bis donnerstags im Vorabendprogramm von Network Ten. Die ersten zehn Kandidaten zog am 30. Januar 2015 in das neue erbaute Camp ein. Am 8. Februar 2015 (afrikanischer Zeit) zogen Tim Robards und Anna Heinrich ins Camp. Am 15. Februar 2015 (afrikanischer Zeit) sind zwei Promis ausgezogen und dafür Andrew Flintoff und Julie Goodwin eingezogen.
| Platz | Teilnehmer        | Bekannt als                                          | Einzug ins Camp | Auszug aus dem Camp |
| ----- | ----------------- | ---------------------------------------------------- | --------------- | ------------------- |
| 1.    | Andrew Flintoff   | Cricketspieler                                       | Tag 17          | Tag 45              |
| 2.    | Barry Hall        | Footballer                                           | Tag 1           | Tag 45              |
| 3.    | Chrissie Swan     | Reality-Star, Teilnehmerin bei Big Brother           | Tag 1           | Tag 45              |
| 4.    | Maureen McCormick | Schauspielerin                                       | Tag 1           | Tag 42              |
| 5.    | Joel Creasey      | Comedian                                             | Tag 1           | Tag 41              |
| 6.    | Anna Heinrich     | Gewinnerin von The Bachelor Australia 2013, Anwältin | Tag 10          | Tag 41              |
| 7.    | Julie Goodwin     | TV-Köchin                                            | Tag 17          | Tag 40              |
| 8.    | Merv Hughes       | Cricketspieler                                       | Tag 1           | Tag 39              |
| 9.    | Tyson Mayr        | Model                                                | Tag 1           | Tag 38              |
| 10.   | Andrew Daddo      | Radiomoderator und Schauspieler                      | Tag 1           | Tag 31              |
| 11.   | Lauren Brant      | Sängerin, Mitglied der Band Hi-5                     | Tag 1           | Tag 24              |
| 12.   | Laura Dundovic    | Miss Universe Australia                              | Tag 1           | Tag 17              |
| 13.   | Tim Robards       | „The Bachelor 2013“, Model, Chiropraktiker           | Tag 9           | Tag 17              |
| 14.   | Leisel Jones      | Schwimmerin, Olympiasiegerin 2000, 2004 & 2008       | Tag 1           | Tag 10              |

Dschungelprüfungen
| Dschungelprüfungen | Dschungelprüfungen | Dschungelprüfungen                    | Dschungelprüfungen           | Dschungelprüfungen |
| Sendung            | Datum              | Kandidat(en)                          | Prüfung (Originaltitel)      | Erspielte Rationen (Sterne) |
| ------------------ | ------------------ | ------------------------------------- | ---------------------------- | --- |
| 1                  | 1. Februar 2015    | Barry Hall Chrissie Swan Joel Creasey | „Star Struck“                | Sternsymbol · Sternsymbol · Sternsymbol · Sternsymbol · Sternsymbol · Sternsymbol · Sternsymbol · Sternsymbol · Sternsymbol · Sternsymbol               |
| 2                  | 2. Februar 2015    | Joel Creasey                          | „Circle of Strife“           | Sternsymbol · Sternsymbol · Sternsymbol · Sternsymbol · Sternsymbol · Sternsymbol · Sternsymbol · Sternsymbol · Sternsymbol · Sternsymbol               |
| 3                  | 3. Februar 2015    | Maureen McCormick Merv Hughes         | „Yuck of the Draw“           | Sternsymbol · Sternsymbol · Sternsymbol · Sternsymbol · Sternsymbol · Sternsymbol · Sternsymbol · Sternsymbol · Sternsymbol · Sternsymbol               |
| 4                  | 4. Februar 2015    | Laura Dundovic Maureen McCormick      | „In the Pits“                | Sternsymbol · Sternsymbol · Sternsymbol · Sternsymbol · Sternsymbol · Sternsymbol · Sternsymbol · Sternsymbol · Sternsymbol · Sternsymbol               |
| 5                  | 5. Februar 2015    | Barry Hall                            | „Danger Downunder“           | Sternsymbol · Sternsymbol · Sternsymbol · Sternsymbol · Sternsymbol · Sternsymbol · Sternsymbol · Sternsymbol · Sternsymbol · Sternsymbol               |
| 6                  | 8. Februar 2015    | Laura Dundovic                        | „Screech for the Stars“      | Sternsymbol · Sternsymbol · Sternsymbol · Sternsymbol · Sternsymbol · Sternsymbol · Sternsymbol · Sternsymbol · Sternsymbol · Sternsymbol               |
| 7                  | 9. Februar 2015    | Tim Robards Anna Heinrich             | „Bite Club“                  | Sternsymbol · Sternsymbol · Sternsymbol · Sternsymbol · Sternsymbol · Sternsymbol · Sternsymbol · Sternsymbol · Sternsymbol · Sternsymbol · Sternsymbol |
| 8                  | 10. Februar 2015   | Laura Dundovic Lauren Brant           | „Blood, Sweat and Cheers“    | Sternsymbol · Sternsymbol · Sternsymbol · Sternsymbol · Sternsymbol · Sternsymbol · Sternsymbol · Sternsymbol · Sternsymbol · Sternsymbol · Sternsymbol |
| 9                  | 11. Februar 2015   | Laura Dundovic                        | „Rock Star“                  | Sternsymbol · Sternsymbol · Sternsymbol · Sternsymbol · Sternsymbol · Sternsymbol · Sternsymbol · Sternsymbol · Sternsymbol · Sternsymbol · Sternsymbol |
| 10                 | 12. Februar 2015   | Tyson Mayr                            | „Temple of Doom“             | Sternsymbol · Sternsymbol · Sternsymbol · Sternsymbol · Sternsymbol · Sternsymbol · Sternsymbol · Sternsymbol · Sternsymbol · Sternsymbol · Sternsymbol |
| 11                 | 15. Februar 2015   | Andrew Daddo Anna Heinrich            | „A Fright for Sore Eyes“     | Sternsymbol · Sternsymbol · Sternsymbol · Sternsymbol · Sternsymbol · Sternsymbol · Sternsymbol · Sternsymbol · Sternsymbol · Sternsymbol · Sternsymbol |
| 12                 | 16. Februar 2015   | Joel Creasey Barry Hall               | „Mirror, Mirror on the Wall“ | Sternsymbol · Sternsymbol · Sternsymbol · Sternsymbol · Sternsymbol · Sternsymbol · Sternsymbol · Sternsymbol · Sternsymbol · Sternsymbol · Sternsymbol |
| 13                 | 17. Februar 2015   | Lauren Brant Anna Heinrich            | „Twisted Takeaway“           | Sternsymbol · Sternsymbol · Sternsymbol · Sternsymbol · Sternsymbol · Sternsymbol · Sternsymbol · Sternsymbol · Sternsymbol · Sternsymbol · Sternsymbol |
| 14                 | 18. Februar 2015   | Merv Hughes                           | „Bad Hair Day“               | Sternsymbol · Sternsymbol · Sternsymbol · Sternsymbol · Sternsymbol · Sternsymbol · Sternsymbol · Sternsymbol · Sternsymbol · Sternsymbol · Sternsymbol |
| 15                 | 19. Februar 2015   | Tyson Mayr Andrew Flintoff            | „High Rollers“               | Sternsymbol · Sternsymbol · Sternsymbol · Sternsymbol · Sternsymbol · Sternsymbol · Sternsymbol · Sternsymbol · Sternsymbol · Sternsymbol · Sternsymbol |
| 16                 | 22. Februar 2015   | Alle                                  | „Celebrity Stampede“         | Sternsymbol · Sternsymbol · Sternsymbol · Sternsymbol · Sternsymbol · Sternsymbol · Sternsymbol · Sternsymbol · Sternsymbol · Sternsymbol · Sternsymbol |
| 17                 | 23. Februar 2015   | Andrew Daddo                          | „Stairway to Stardom“        | Sternsymbol · Sternsymbol · Sternsymbol · Sternsymbol · Sternsymbol · Sternsymbol · Sternsymbol · Sternsymbol · Sternsymbol · Sternsymbol               |
| 18                 | 24. Februar 2015   | Chrissie Swan Merv Hughes             | „Market Munchy“              | Sternsymbol · Sternsymbol · Sternsymbol · Sternsymbol · Sternsymbol · Sternsymbol · Sternsymbol · Sternsymbol · Sternsymbol · Sternsymbol               |
| 19                 | 25. Februar 2015   | Andrew Flintoff                       | „Safari Spa“                 | Sternsymbol · Sternsymbol · Sternsymbol · Sternsymbol · Sternsymbol · Sternsymbol · Sternsymbol · Sternsymbol · Sternsymbol · Sternsymbol               |
| 20                 | 26. Februar 2015   | Joel Creasey Julie Goodwin            | „Dunk Your Lucky Stars“      | Sternsymbol · Sternsymbol · Sternsymbol · Sternsymbol · Sternsymbol · Sternsymbol · Sternsymbol · Sternsymbol · Sternsymbol · Sternsymbol               |
| 21                 | 1. März 2015       | Andrew Flintoff Barry Hall            | „Flight of Fright“           | Sternsymbol · Sternsymbol · Sternsymbol · Sternsymbol · Sternsymbol · Sternsymbol · Sternsymbol · Sternsymbol · Sternsymbol · Sternsymbol               |
| 22                 | 2. März 2015       | Tyson Mayr Anna Heinrich              | „Bush Bashing“               | Sternsymbol · Sternsymbol · Sternsymbol · Sternsymbol · Sternsymbol · Sternsymbol · Sternsymbol · Sternsymbol · Sternsymbol                             |
| 23                 | 3. März 2015       | Joel Creasey Barry Hall               | „Sugar and Strife“           | Sternsymbol · Sternsymbol · Sternsymbol · Sternsymbol · Sternsymbol · Sternsymbol · Sternsymbol · Sternsymbol · Sternsymbol                             |
| 24                 | 4. März 2015       | Barry Hall                            | „Jungle Jive“                | Sternsymbol · Sternsymbol · Sternsymbol · Sternsymbol · Sternsymbol · Sternsymbol · Sternsymbol · Sternsymbol · Sternsymbol                             |
| 25                 | 5. März 2015       | Barry Hall Maureen McCormick          | „Celebrity Slingshot“        | Sternsymbol · Sternsymbol · Sternsymbol · Sternsymbol · Sternsymbol · Sternsymbol · Sternsymbol · Sternsymbol · Sternsymbol                             |
| 26                 | 8. März 2015       | Chrissie Swan                         | „Flash Flood“                | Sternsymbol · Sternsymbol · Sternsymbol · Sternsymbol · Sternsymbol · Sternsymbol · Sternsymbol · Sternsymbol · Sternsymbol                             |
| 27                 | 9. März 2015       | Chrissie Swan Joel Creasey            | „Dreadfall“                  | Sternsymbol · Sternsymbol · Sternsymbol · Sternsymbol · Sternsymbol · Sternsymbol · Sternsymbol · Sternsymbol                                           |
| 28                 | 10. März 2015      | Andrew Flintoff                       | „Disgustation“               | Sternsymbol · Sternsymbol · Sternsymbol · Sternsymbol · Sternsymbol · Sternsymbol · Sternsymbol                                                         |
| 29                 | 11. März 2015      | Jeder                                 | „Walk the Line“              | Sternsymbol · Sternsymbol · Sternsymbol · Sternsymbol · Sternsymbol · Sternsymbol                                                                       |
| 30                 | 12. März 2015      | Barry Hall                            | „Lord of the Pies“           | Sternsymbol · Sternsymbol · Sternsymbol · Sternsymbol                                                                                                   |
| 31                 | 15. März 2015      | Jeder                                 | „Africarnage“                | Sternsymbol · Sternsymbol · Sternsymbol |

### Staffel 2 (2016)
Die zweite Staffel lief zwischen dem 31. Januar und 13. März 2016 auf Network Ten. Die ersten elf Kandidaten zogen am 30. Januar 2016 in das Camp ein, einen Tag später Shane Warne.
Folgende Kandidaten nahmen an der Show teil:
| Platz | Teilnehmer       | Bekannt als                                         | Einzug ins Camp | Auszug aus dem Camp |
| ----- | ---------------- | --------------------------------------------------- | --------------- | ------------------- |
| 1.    | Brendan Fevola   | Australian-Football-Spieler                         | Tag 1           | Tag 45              |
| 2.    | Paul Harragon    | Rugby-League-Spieler                                | Tag 1           | Tag 45              |
| 3.    | Laurina Fleure   | Kandidatin bei The Bachelor 2015                    | Tag 1           | Tag 45              |
| 4.    | Anthony Callea   | Sänger, Teilnehmer bei Australian Idol              | Tag 1           | Tag 42              |
| 5.    | Shane Warne      | Cricketspieler                                      | Tag 2           | Tag 41              |
| 6.    | Havana Brown     | DJ und Popsängerin                                  | Tag 1           | Tag 40              |
| 7.    | Jo Beth Taylor   | Moderatorin, u. a. Australia’s Funniest Home Videos | Tag 1           | Tag 39              |
| 8.    | Val Lehman       | Schauspielerin                                      | Tag 1           | Tag 37              |
| 9.    | Dean Geyer       | Sänger und Schauspieler                             | Tag 1           | Tag 30              |
| 10.   | Bonnie Lythgoe   | Tänzerin                                            | Tag 1           | Tag 23              |
| 11.   | Akmal Saleh      | Komiker                                             | Tag 1           | Tag 16              |
| 12.   | Courtney Hancock | Ironwoman                                           | Tag 1           | Tag 9               |

### Staffel 3 (2017)
Die dritte Staffel startete am 29. Januar 2017. Die ersten zehn Kandidaten zogen am 28. Januar in das Camp ein.
| Platz | Teilnehmer               | Bekannt als                              | Einzug ins Camp | Auszug aus dem Camp |
| ----- | ------------------------ | ---------------------------------------- | --------------- | ------------------- |
| 1.    | Casey Donovan            | Sängerin, Gewinnerin von Australian Idol | Tag 1           | Tag 46              |
| 2.    | Dane Swan                | Australian-Football-Spieler              | Tag 1           | Tag 46              |
| 3.    | Natalie Bassingthwaighte | Sängerin und Schauspielerin              | Tag 1           | Tag 46              |
| 4.    | Nazeem Hussain           | Comedian                                 | Tag 1           | Tag 45              |
| 5.    | Steve Price              | Journalist und Radiomoderator            | Tag 1           | Tag 42              |
| 6.    | Lisa Curry               | Schwimmerin                              | Tag 1           | Tag 41              |
| 7.    | Ash Pollard              | Kandidatin bei My Kitchen Rules          | Tag 1           | Tag 40              |
| 8.    | Carson Kressley          | Moderator und Schauspieler               | Tag 25          | Tag 39              |
| 9.    | Tegan Martin             | Miss Universe Australia                  | Tag 1           | Tag 38              |
| 10.   | Keira Maguire            | Kandidatin bei The Bachelor 2016         | Tag 19          | Tag 35              |
| 11.   | Kris Smith               | Model                                    | Tag 2           | Tag 35              |
| 12.   | Tziporah Malkah          | Schauspielerin und Model                 | Tag 2           | Tag 31              |
| 13.   | Jay Laga’aia             | Schauspieler                             | Tag 1           | Tag 24              |
| 14.   | Tom Arnold               | Schauspieler                             | Tag 1           | Tag 17              |

### Staffel 4 (2018)
Die vierte Staffel startete am 28. Januar 2018.
| Platz | Teilnehmer        | Bekannt als                                     | Einzug ins Camp | Auszug aus dem Camp |
| ----- | ----------------- | ----------------------------------------------- | --------------- | ------------------- |
| 1.    | Fiona O’Loughlin  | Komikerin                                       | Tag 1           | Tag 45              |
| 2.    | Shannon Noll      | Sänger                                          | Tag 1           | Tag 45              |
| 3.    | Danny Green       | Profiboxer                                      | Tag 7           | Tag 45              |
| 4.    | Vicky Pattison    | britischer Reality-TV-Star                      | Tag 17          | Tag 44              |
| 5.    | Simone Holtznagel | Model                                           | Tag 1           | Tag 41              |
| 6.    | Peter Rowsthorn   | Schauspieler                                    | Tag 1           | Tag 40              |
| 7.    | Jackie Gillies    | Reality-TV-Star                                 | Tag 1           | Tag 40              |
| 8.    | Josh Gibson       | Australian-Football-Spieler                     | Tag 1           | Tag 38              |
| 9.    | Paul Burrell      | früherer Butler von Prinzessin Diana            | Tag 17          | Tag 37              |
| 10.   | Lisa Oldfield     | Reality-TV-Star                                 | Tag 24          | Tag 34              |
| 11.   | David Oldfield    | Politiker                                       | Tag 24          | Tag 30              |
| 12.   | Kerry Armstrong   | Schauspielerin                                  | Tag 1           | Tag 23              |
| 13.   | Tiffany Darwish   | US-amerikanische Popsängerin und Schauspielerin | Tag 1           | Tag 16              |
| 14.   | Anthony Mundine   | Profiboxer                                      | Tag 2           | Tag 12              |
| 15.   | Bernard Tomic     | Tennisspieler                                   | Tag 1           | Tag 3               |

### Staffel 5 (2019)
Staffel 5 wurde vom 13. Januar bis zum 13. Februar 2019 ausgestrahlt.
| Platz | Teilnehmer           | Bekannt als                                 | Einzug ins Camp | Auszug aus dem Camp |
| ----- | -------------------- | ------------------------------------------- | --------------- | ------------------- |
| 1.    | Richard Reid         | Reporter                                    | Tag 1           | Tag 33              |
| 2.    | Yvie Jones           | Reality-TV-Darstellerin                     | Tag 1           | Tag 33              |
| 3.    | Shane Crawford       | Australian-Football-Spieler                 | Tag 11          | Tag 33              |
| 4.    | Luke Jacobz          | Schauspieler, Moderator                     | Tag 1           | Tag 32              |
| 5.    | Angie Kent           | Reality-TV-Darstellerin                     | Tag 1           | Tag 32              |
| 6.    | Justin Lacko         | Model, Teilnehmer bei Love Island Australia | Tag 1           | Tag 31              |
| 7.    | Natasha Exelby       | Journalistin                                | Tag 1           | Tag 30              |
| 8.    | Justine Schofield    | Fernsehköchin                               | Tag 1           | Tag 27              |
| 9.    | Tahir Bilgiç         | Komiker, Schauspieler                       | Tag 1           | Tag 26              |
| 10.   | Dermott Brereton     | Australian-Football-Spieler                 | Tag 1           | Tag 25              |
| 11.   | Katherine Kelly Lang | Schauspielerin                              | Tag 17          | Tag 24              |
| 12.   | Jacqui Lambie        | Politiker                                   | Tag 1           | Tag 23              |
| 13.   | Sam Dastyari         | Politiker                                   | Tag 1           | Tag 16              |
| 14.   | Ajay Rochester       | Schauspielerin, Moderatorin, Autorin        | Tag 1           | Tag 11              |

### Staffel 6 (2020)
Staffel 6 wurde vom 5. Januar bis zum 2. Februar 2020 ausgestrahlt.
| Platz | Teilnehmer       | Bekannt als                             | Einzug ins Camp | Auszug aus dem Camp |
| ----- | ---------------- | --------------------------------------- | --------------- | ------------------- |
| 1.    | Miguel Maestre   | Fernsehkoch                             | Tag 1           | Tag 27              |
| 2.    | Dale Thomas      | Australian-Football-Spieler             | Tag 1           | Tag 27              |
| 3.    | Rhonda Burchmore | Sängerin, Komikerin                     | Tag 1           | Tag 27              |
| 4.    | Cosentino        | Illunionist                             | Tag 8           | Tag 24              |
| 5.    | Charlotte Crosby | Reality-TV-Darstellerin (Geordie Shore) | Tag 1           | Tag 23              |
| 6.    | Myf Warhurst     | Radiosprecher                           | Tag 1           | Tag 22              |
| 7.    | Ryan Gallagher   | Reality-TV-Darsteller                   | Tag 1           | Tag 22              |
| 8.    | Perez Hilton     | Kolumnist, Blogger                      | Tag 18          | Tag 21              |
| 9.    | Tanya Hennessy   | Webvideoproduzentin                     | Tag 1           | Tag 20              |
| 10.   | Tom Williams     | Moderator                               | Tag 1           | Tag 17              |
| 11.   | Erin Barnett     | Teilnehmerin bei Love Island Australia  | Tag 1           | Tag 16              |
| 12.   | Billy Brownless  | Australian-Football-Spieler             | Tag 1           | Tag 15              |
| 13.   | Nikki Osborne    | Schauspielerin, Komikerin               | Tag 1           | Tag 13              |
| 14.   | Dilruk Jayasinha | Komikerin                               | Tag 1           | Tag 10              |

### Staffel 7 (2021)
Staffel 7 wurde vom 3. bis zum 31. Januar 2021 ausgestrahlt. Aufgrund der Covid-19-Pandemie fand die Staffel erstmals im Gwrych Castle in Wales stand.
| Platz | Teilnehmer            | Bekannt als                             | Einzug ins Camp | Auszug aus dem Camp |
| ----- | --------------------- | --------------------------------------- | --------------- | ------------------- |
| 1.    | Abbie Chatfield       | Teilnehmerin bei Der Bachelor Australia | Tag 1           | Tag 21              |
| 2.    | Grant Denyer          | Moderator                               | Tag 1           | Tag 21              |
| 3.    | Jess Eva              | Reality-TV-Darstellerin                 | Tag 1           | Tag 21              |
| 4.    | Toni Pearen           | Schauspielerin                          | Tag 1           | Tag 21              |
| 5.    | Colin Fassnidge       | Koch                                    | Tag 4           | Tag 21              |
| 6.    | Travis Varcoe         | Australian-Football-Spieler             | Tag 1           | Tag 21              |
| 7.    | Ash Williams          | Komiker                                 | Tag 1           | Tag 21              |
| 8.    | Robert DiPierdomenico | Australian-Football-Spieler             | Tag 2           | Tag 20              |
| 9.    | Adam Densten          | Reality-TV-Darsteller                   | Tag 12          | Tag 20              |
| 10.   | Paulini Curuenavuli   | Sängerin, Schauspielerin                | Tag 1           | Tag 19              |
| 11.   | Symon Lovett          | Reality-TV-Darstellerin                 | Tag 12          | Tag 18              |
| 12.   | Alli Simpson          | Model, Sängerin, Schauspielerin         | Tag 8           | Tag 17              |
| 13.   | Pettifleur Berenger   | Reality-TV-Darstellerin                 | Tag 3           | Tag 16              |
| 14.   | Jack Vidgen           | Sieger bei Australia's Got Talent       | Tag 1           | Tag 11              |
| 15.   | Mel Buttle            | Komikerin, Moderatorin                  | Tag 1           | Tag 4               |

### Staffel 8 (2022)
Staffel 8 wurde vom 3. bis zum 30. Januar 2022 ausgestrahlt, sie fand erneut in Wales statt. David Subritzky wurde als sogenannter Fake Celebrity eingesetzt, der die anderen Kandidaten davon überzeugen sollte, er sei ein Influencer.
| Platz | Teilnehmer       | Bekannt als                                             | Einzug ins Camp | Auszug aus dem Camp |
| ----- | ---------------- | ------------------------------------------------------- | --------------- | ------------------- |
| 1.    | Dylan Lewis      | Schauspieler, Radio- und Fernsehmoderator               | Tag 1           | Tag 20              |
| 2.    | Brooke McClymont | Singer-songwriter                                       | Tag 1           | Tag 20              |
| 3.    | Nathan Buckley   | Australian-Football-Trainer                             | Tag 1           | Tag 20              |
| 4.    | Emily Seebohm    | Schwimmerin, Olympiasiegerin                            | Tag 1           | Tag 20              |
| 5.    | David Subritzky  | Fake Celebrity                                          | Tag 4           | Tag 20              |
| 6.    | Joey Essex       | Reality-TV-Darsteller                                   | Tag 2           | Tag 20              |
| 7.    | Poh Ling Yeow    | Fernsehköchin                                           | Tag 1           | Tag 19              |
| 8.    | Cal Wilson       | Komiker                                                 | Tag 1           | Tag 18              |
| 9.    | Tottie Goldsmith | Schauspielerin, Radio- und Fernsehmoderatorin, Sängerin | Tag 6           | Tag 17              |
| 10.   | Derek Kickett    | Australian-Football-Spieler                             | Tag 1           | Tag 16              |
| 11.   | Maria Thattil    | Model                                                   | Tag 1           | Tag 15              |
| 12.   | Beau Ryan        | Rugbyspieler                                            | Tag 1           | Tag 14              |
| 13.   | Davina Rankin    | Reality-TV-Darstellerin                                 | Tag 3           | Tag 10              |